# Пуктэбон
Пуктэбо́н (кор. 북대봉 산줄, Puktaebong Sanjul) — горный хребет в КНДР, соединяющий Северо-Корейские и Восточно-Корейские горы. Служит главным водоразделом Корейского перешейка.
Протяжённость хребта составляет около 120 км. Высшая точка — гора Пэксан (1452 м). Хребет состоит из нескольких кулисообразно расположенных массивов, сложенных главным образом гранитами и гнейсами. Склоны покрыты хвойными и широколиственными лесами. Хребет Пуктэбон пересекают железная дорога и шоссе, соединяющие Пхеньян и Вонсан.